# Ботанический сад Днепровского национального университета
Ботанический сад Днепровского национального университета — одна из достопримечательностей Днепра, ботанический сад при ДНУ.

## История
Ботанический сад был открыт в 1931 году, хотя замысел создать парк или сад возник ещё в дореволюционном Екатеринославе.
В 1918 году в Екатеринослав из Харькова прибыли братья Рейнгард: Леонид и Александр Владимировичи. Они стали основателями Екатеринославского университета в том же году.
Они оба заведовали университетскими кафедрами до начала Великой Отечественной войны.
Леонид Владимирович был эмбриологом и много сделал для избавления города и региона от свирепствовавшей малярии.
Александр Владимирович посвятил себя физиологии растений. Он и открыл в городе Ботанический сад. По его инициативе решение о создании Ботанического сада в Днепропетровске было принято в 1929 году.
Место для будущего сада было выбрано ещё до революции — в юго-западной части главного городского холма (Соборной горы), в степи возле Городских дач, которые тянулись несколько верст почти до нынешней Подстанции.
В 1910 г. Городская Управа выделила Министерству земледелия участок земли, прилегающий к Жандармской балке (ныне Красноповстанческая), для организации научной сельскохозяйственной станции. Именно здесь возникнет Ботанический сад.
В 1931 году сотрудники кафедры ботаники и студенты под руководством А. В. Рейнгарда начали первую высадку деревьев, на площади 12 га. Скоро стали видны результаты. В 1934 году, за три года своего существования, сад вырос и пополнился новыми культурами.
Профессор Александр Владимирович Рейнгард был первым директором Ботанического сада. С 1933 г. Ботанический сад стал научно-исследовательским подразделением Днепропетровского государственного университета. Многие десятилетия сад является научной базой практики студентов — биологов.
Основатель Ботанического сада завещал похоронить себя здесь же. Могила А. В. Рейнгарда находится недалеко от оранжереи. Это невысокий холмик, на нём символический памятник — гранитное деревце.
Так как во время войны сад был почти полностью уничтожен, в пятидесятых — шестидесятых годах он активно восстанавливался.
В восьмидесятых годах территория ботанического сада составила 18 гектаров, а коллекция растений увеличилась до 3500 видов. Одних только роз в Ботаническом саду растёт около 30 видов и форм, более 250 сортов.
В оранжерее и теплицах находится 1270 видов тропических и субтропических растений из Африки и Южной Америки. Одних только кактусовых 245 видов. Среди выращиваемых экзотических растений — араукария, секвойя, мушмула японская, цератония, цифомандра, манго, гуайява, фейхоа, финики и много других. Сейчас в ботаническом саду активно работают шесть лабораторий.
В августе 1963 года Ботанический сад ДНУ объявлен заповедной территорией, в августе 1996 года своим указом Президент Украины подтвердил этот статус.
Ботанический сад был популярным местом экскурсий для туристов, сейчас открыт для посещения в рабочие дни с 8.30 до 15.00. Для входа в ботсад достаточно выписать бесплатный пропуск в дирекции ботсада.
Восемь гектаров Ботанического сада засажены деревьями 165 видов. 60 видов деревьев никогда до этого не росли в Днепре: корейский персик, кедр, маньчжурский орех, маньчжурская аралия, японская вишня, китайская глициния, японский дуб, пробковые деревья и много других.